# 비화
비화(比話)는 복잡하고 이해하기 어려운 내용을, 비유에 의해서 구체적인 이야기에 옮겨 알기 쉽게 설명하는, 짧고 간결한 이야기를 의미한다. 산문이나 운문 모두 가능하며, 도덕적이거나 종교적인 교훈을 나타내는 것이 많다. 특히 서양에서는 인간이 중심이 되는 비화와, 동물, 식물, 무생물, 자연계의 힘 등을 의인화해 등장시키는 이야기를 구별하는 것이 일반적이다. 이 중 인간 중심으로, 보다 일상적인 이야기를 사용한 전자를 협의의 비화(parable)라고 부르고, 초자연적, 비현실적인 이야기를 사용하는 후자는 우화(fable)라고 부른다. 또 비화는 유추(analogy)의 한 종류이다.
광의의 비화는, 양의 동서를 불문하고 고대부터 이용되고 있어 예를 들면 불전 안에도, 열반경의 '오미상생의 비유'나, 법화경의 '법화칠유'와 같은 비화가 전하고 있다.

## 서양의 비화

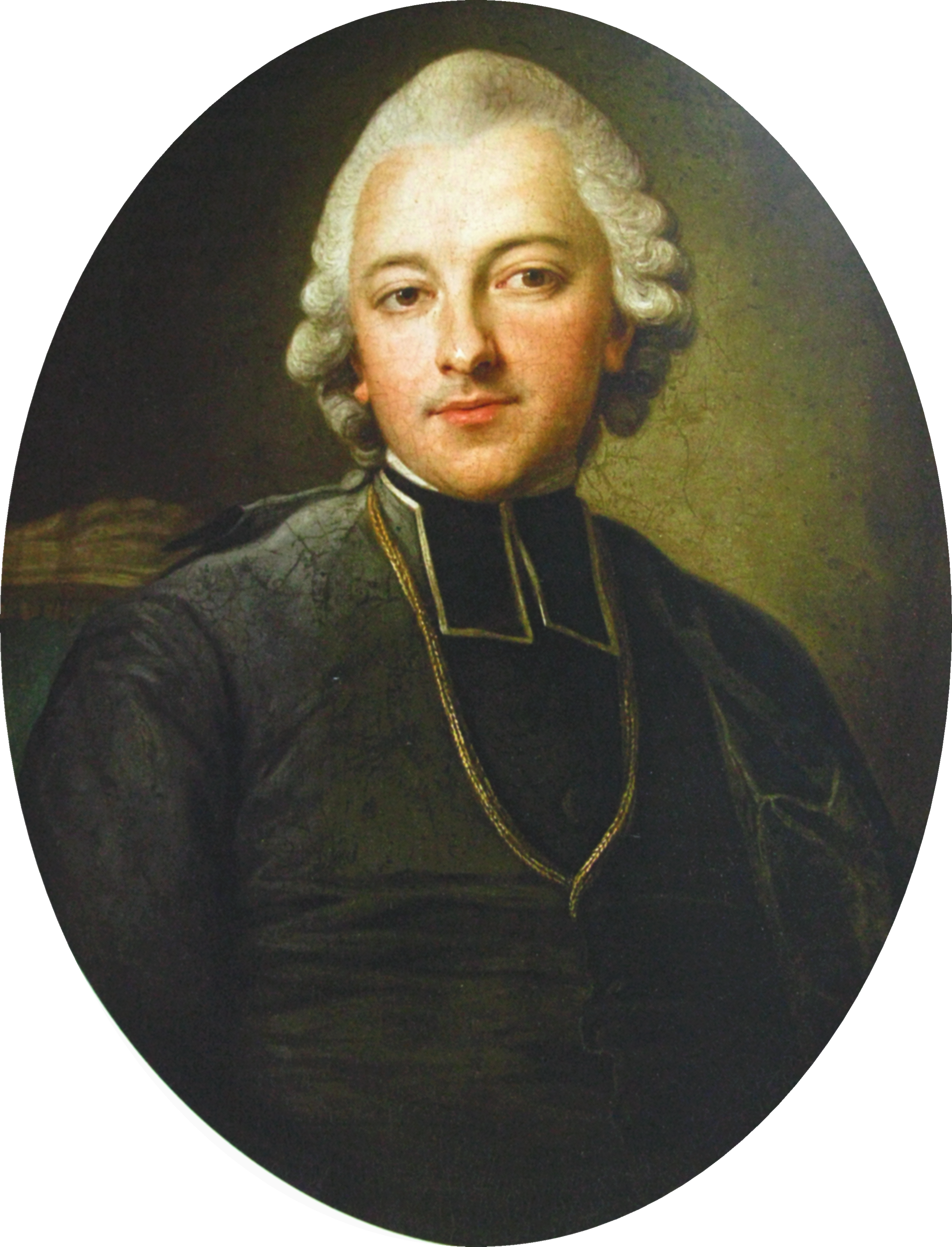
<맹인과 절름발이> 등의 작자 이그나치 크라시츠키의 초상

영어의 'parable' 등, '비화'에 해당하는 여러 언어권의 말은, 그리스어의 παραβολή (파라보레)에서 유래한다. 그리스의 수사학에서 이 단어는 가공의 짧은 이야기로 무엇인가를 설명하는 것을 넓게 의미하고 있었다. 시간이 흘러가면서 이 단어는 현실에 자연스러운 형태로 일어날 수 있는 영적 일이나 도덕적인 일을 가공의 이야기를 이용하여 전하는 의미를 가지게 되었다.
비화(parable)는 짧은 이야기로 보편적인 진리를 설명하는 것이며, 이야기 중에서도 가장 단순한 것 중에 하나다. 비화에서는 우선 상황이 간단하게 설명되고, 다음에 행동이 묘사되어 마지막에 그 결과가 나타난다. 도덕적인 딜레마에 직면하는 인물이나, 위험한 판단을 한 끝에 그 결과에 시달리는 인물이 자주 등장한다. 통상적으로 비화에는 주제와 무관한 세부 묘사나 주변인 묘사는 생략되어 하나의 단순하고 일관성 있는 행동에 대한 이야기가 된다. 비화의 예로서는, 이그나치 크라시츠키 작의 <아들과 부친>, <농부>, <소송 사람들>을 들 수 있다.
민화가 대부분, 비화를 확대한 것이라고 볼 수 있어 설화도 마찬가지이지만, 상황 설정으로 마법이 전제로 여겨지는 곳은 다르다. 프로토 타입의 비화는 아폴로그 (과장을 포함한 짧은 비화)와는 달리, 사실주의적이고, 인생이 좋게 있는 상황 속에서 실제로 일어날지도 모른다고 생각하게 하는 것이다.
비화는, 은유와 같게, 짧은 일관한 가공의 이야기에 확장된다. 크리스트교의 비화는, 근래에는 확장된 은유로서 연구되고 있다. 그것을 담당하고 있는 것은, 예를 들면, '비화는 보통 남녀가, 일상적인 생활 속에서, 놀랄 만한 사건에 조우한다는 줄기의 이야기'라고 눈치 챈 쓰는 사람이다. 비화는 종교적인 전망을 가진 '신앙의 거인들'에 대한 이야기가 아니다'. 말할 필요도 없이, '확장된 은유'라는 것만으로는, 비화를 설명했던 것에는 안 되지만, '확장된 은유'의 특징은, 비화에도 공통되고 있고, 알레고리 (우의)의 기본적 요소가 되어 있다.
직유의 경우와는 달리, 비화에서는, 표면상의 이야기와 평행하는 또 하나의 의미는, 통상은 비밀로서 숨겨져 있는 것은 아니지만, 직접 말해지지 않고, 시사될뿐이다. 비화의 특징은, 사람이 얼마나 행동해야할 것인가, 믿어야할 것인가를 시사하는 규범적인 서브텍스트 (이른바 '행간'의 메시지)가 존재하고 있는 것에 있다. 비화에는, 인생에서 적절한 행동이란 무엇인가를 이끌어, 시사하는 것에 가세해 빈번히 은유 말씨를 이용하는 것으로, 어렵거나 복잡하기도 한 개념을, 보다 간단하게 논할 수 있도록 하는 기능이 있다. 플라톤의 <국가>에서는, <동굴의 비록> (진리의 이해에 대해서, 동굴의 벽에 투자된 그림자에 속여지는 이야기에 의해서, 설명된다)과 같이, 알기 쉬운 구체적인 이야기를 사용하고, 추상적인 논의를 가르치고 있다.
<이솝 우화>를 영역한 조지 파일러 타운센드는, 그 서문으로 '비화 (parable)'를 '말 자체에 담겨진 의미와는 다른, 숨겨진 비밀의 의미를 전달하는 것을 의도하고, 말을 디자인하면서 이용하는 것이며, 청자나 독자에게 특별한  관계를 갖고 있기도 하면, 그렇지 않은 것도 있는 것'이라고 말하고 있다.
19세기 말에 산 타운센드는, 애매한 것을 의미하는, 당시 있던 'to speak in parables (비화로 이야기한다)'라는 표현에, 영향을 받고 있던 가능성도 있다. 분명히 중요성이 지적되고 있는 것은 아니지만, 현대의 용법에서의 '비화 (parable)'는, 일반적으로, 의미가 숨겨지거나 비밀로 되고 있다는 것보다는, 완전히 반대로 직재적이고 명백한 경우가 전형적이다. 숨겨진 의미가 중요하게 되는 전형적인 표현은, 알레고리이다. H. W. 파울러는 <Modern English Usage> 중에서, 비화도 알레고리도, 목적은 '청자에게, 당사자에게는 직접적인 관계가 없는, 따라서 이해에 관련되지 않는 입장으로부터의 판단을 끌어 내는 것을 기대할 수 있는 사안을 제시해, 청자 자신이 올바른 판단을 깨닫도록 계몽한다'라고 말하고 있다. 게다가로 파울러는, 비화는, 알레고리보다 농밀하고, 독자든지 청자에게는, 이 결론은 당사자의 관심사에도 똑같이 들어맞는다는 원리가 태어나 교훈이 연역되는 것으로 하고 있다.

## 역사

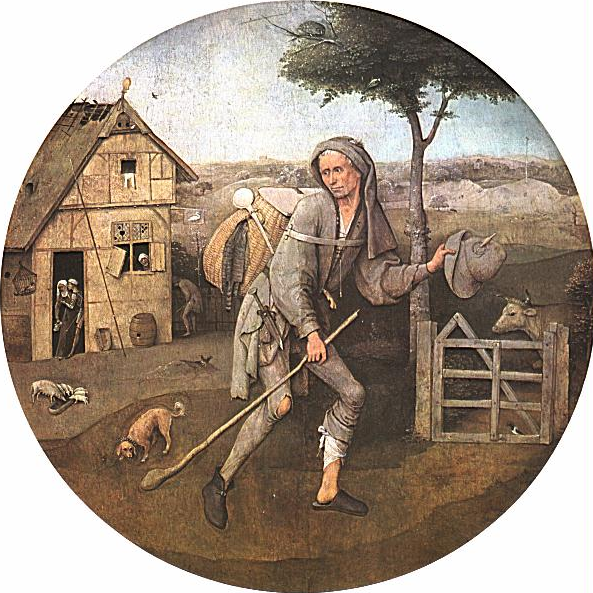
히에로니무스 보스 작 <방탕 아들>

비화는,  영적 개념의 표현에 기꺼이 사용된다. 크리스트교에서는, 비화의 가장 유명한 원천은 '성서'이며, 특히 신약 성서의 복음서에는, 다수의 비화가 등장한다. 예수의 비유는 많은 전거로 검증되어 넓고 역사적 사실이라 보여지고 있지만, 존 P. 마이어 (John P. Meier)들 연구자들은, 그것이 헤브라이어의 속담, 격언 등을 의미하는 표현인 마셜/마샤림에 유래하는 것이라고 생각하고 있다. 예수의 비화의 예로서는, <선한 사마리아인>과 <방탕 아들>이 있다. 구약 성서 유래의 마샤림에는, 나탄이 다윗에게 말하는 <어린 양의 비화> (사무엘기하 12:1-9: 2 Samuel 12:1–9)나, <테코아의 여자>의 비화 (사무엘기하 14:1-13: 2 Samuel 14:1–13) 등이 있다.
신약 성서 연구자 중에는, 예수의 비유에서만, '비화 (parable)'라는 표현을 사용하는 사람도 있지만, 그처럼 한정한 용어법은 일반적인 것은 아니다. <방탕 아들의 비화>와 같이, 비화는 예수의 교수법의 중심이 된 방법이며, 그것은 정전에서도 외전에서도 같다.
중세에는, 성서의 해석에서, 예수의 비유를 세부에 건너가는 알레고리로서 취급하는 것이 자주 있어, 짧은 이야기의 모든 요소에 대해서, 상징적으로 거기에 대응하는 것을 비정해 논하는 일이 있었다. 그러나, 아돌프 유리햐 이후, 근대의 비평가는, 이러한 해석을 부적절한, 비판에 참지 않는 것으로 하고 있다. 유리햐는, 이러한 비화에 대해서, 보통은 하나만 중요한 일을 전하려고 의도되고 있는 것이라고 주장해, 이 의견은 근년의 대부분의 연구자에 의해서 지지를 받고 있다.
이슬람교의 신비주의 철학인 신비주의의 전통에 대해서는, 비화 ('교훈담')는 교훈이나 가치를 나누어 주는 수법으로 되어 있다. 근년의 논자라도, 이드리스 샤나 앤터니 데 메로는, 스피의 써클 외에 이러한 이야기를 넓히는 도움이 되고 있다.
현대에서의 이야기도, 비화로서 사용되는 경우가 있다. 19세기 중반에 태어난 <분열창>의 비화는, 경제학적으로 잘못된 생각을 예시하는 것이 되고 있다.

## 같이 보기
- 수사법
- 비유 (문학)
- 우화
- 진단